# Kegelit
Kegelit ist ein sehr selten vorkommendes Mineral aus der Mineralklasse der „Silikate und Germanate“ mit der chemischen Zusammensetzung Pb8Al4Si8(SO4)2(CO3)4(OH)8O20. Damit ist das Mineral ein Pb-Zn-Al-Silikat mit Sulfat- und Carbonatgruppen, das strukturell zu den Schichtsilikaten gehört.
Kegelit kristallisiert im monoklinen Kristallsystem und entwickelt überwiegend kugelige Aggregate, filzige Beläge und kompakte Massen aus extrem dünnen, pseudohexagonalen Kriställchen mit – infolge der sehr vollkommenen Spaltbarkeit nach (100) – deutlichem Perlmuttglanz.

## Etymologie und Geschichte
Als Entdecker des Kegelits gilt der Mineraliensammler Fritz Kaufmann aus Tsumeb, der das Mineral in Tsumeb fand. Die ersten Beschreibungen erfolgten 1975 und 1976 durch Olaf Medenbach und Karl Schmetzer, die das Mineral nach Friedrich Wilhelm Kegel (1874–1948), Bergwerksdirektor der Tsumeb Mine von 1922 bis 1938, benannten. Die von Kegel aufgebaute große Sammlung von Tsumeb-Mineralen befindet sich heute im National Museum of Natural History (Smithsonian Institution), Washington, D.C. Im Jahre 1990 erfolgte durch Pete J. Dunn, Richard S. W. Braithwaite, Andrew C. Roberts und Robert A. Ramik eine Redefinition des Minerals, das redefinierte Mineral wurde von der 1990 von der International Mineralogical Association (IMA) anerkannt.
Das Typmaterial wird in der Sammlung des Mineralogisch-Petrographischen Instituts (MPI) der Universität Heidelberg unter der Katalognummer 10'11'12 sowie im National Museum of Natural History (NMNH) in Washington, D.C. unter den Katalognummern 134514 und 147460 aufbewahrt.

## Klassifikation
In der veralteten 8. Auflage der Mineralsystematik nach Strunz war der Kegelit noch nicht aufgeführt.
Im zuletzt 2018 überarbeiteten „Lapis-Mineralienverzeichnis“, das sich im Aufbau noch nach der alten Form der Systematik von Karl Hugo Strunz richtet, erhielt das Mineral die System- und Mineralnummer VIII/H.09-070. In der Lapis-Systematik entspricht dies der Klasse der „Silikate“ und dort der Abteilung „Schichtsilikate“, wo Kegelit zusammen mit Ferripyrophyllit, Macaulayit, Minnesotait, Pyrophyllit, Talk und Willemseit eine unbenannte Gruppe mit der Systemnummer VIII/H.09 bildet.
Die von der IMA zuletzt 2009 aktualisierte 9. Auflage der Strunz’schen Mineralsystematik ordnet den Kegelit ebenfalls in die Abteilung „Schichtsilikate (Phyllosilikate)“ ein. Diese ist allerdings weiter unterteilt nach der Kristallstruktur, so dass das Mineral entsprechend seiner Zusammensetzung in der Unterabteilung „Schichtsilikate (Phyllosilikate) mit Glimmertafeln, zusammengesetzt aus tetraedrischen und oktaedrischen Netzen“ zu finden ist, wo es als einziges Mitglied eine unbenannte Gruppe mit der Systemnummer 9.EC.80 bildet.
In der vorwiegend im englischen Sprachraum gebräuchlichen Systematik der Minerale nach Dana hat Kegelit die System- und Mineralnummer 71.05.01.01. Das entspricht ebenfalls der Klasse der „Silikate“ und dort der Abteilung „Schichtsilikatminerale“. Hier findet er sich innerhalb der Unterabteilung „Schichtsilikate: Schichten von sechsgliedrigen Ringen mit anderen Anionen“ als einziges Mitglied in einer unbenannten Gruppe mit der Systemnummer 71.05.01.

## Kristallstruktur
Kegelit kristallisiert im monoklinen Kristallsystem in der Raumgruppe C2/m (Raumgruppen-Nr. 12), Raumgruppe Cm (Raumgruppen-Nr. 8) oder Raumgruppe C2 (Raumgruppen-Nr. 5) mit den Gitterparametern a = 21,04 Å; b = 15,55 Å; c = 8,986 Å und β = 91,0°; sowie drei Formeleinheiten pro Elementarzelle.
Die Struktur von Kegelit weist ein Schichtgitter auf, bei dem in der Einheitszelle kovalente Phyllosilikat-Schichten Zwischenschichten in einer Ionenstruktur bilden, welche der der Leadhillit-Polymorphe ähnelt. Strukturell handelt es sich also um eine Wechsellagerung von Phyllosilikat- und Leadhillit-artigen Strukturen in der Einheitszelle. Kegelit zeigt strukturelle Verwandtschaft mit Surit.

## Eigenschaften

### Morphologie
Kegelit bildet pseudohexagonale, chloritähnliche, plattige Kriställchen bis zu 30 µm Größe und um 1 µm Dicke, deren tragende Form das Pinakoid (bzw. Pedion) {100} ist. Charakteristischerweise treten die Kristalle zu kugelig-sphärischen bis kartenhausähnlichen Aggregaten zusammen, die mit Hämatit und Mimetesit verwachsen sind. Die Kegelit-Kristalle auf der für die Redefinition des Minerals benutzten Stufe weisen Größen bis zu 0,3 mm auf. Die reichste bekannte Stufe wird auf einer Fläche von 8 cm × 5 cm von Kegelit-Kristallen und -Aggregaten bedeckt.

### Physikalische und chemische Eigenschaften
Die Aggregate des Kegelits sind farblos bis perlweiß, die Strichfarbe des Kegelits wird ebenfalls als weiß beschrieben. Die durchscheinenden bis durchsichtigen Kristalle sind glasglänzend, insbesondere die größeren Kristalle weisen aufgrund der sehr vollkommenen Spaltbarkeit nach {100} aber Perlmuttglanz auf. Sehr charakteristisch ist die extreme Biegsamkeit der Kristalle, die sich durch ihre Deformation bei jedem Berührungskontakt bemerkbar macht. Die Mohshärte des Minerals ist unbekannt, die berechnete Dichte liegt bei 4,76 g/cm3.
Kegelit ist weder in warmer HCl noch in warmer H2SO4 oder warmer HNO3 löslich.

## Bildung und Fundorte
Kegelit bildet sich sekundär und findet sich in der Oxidationszone von polymetallischen Erzlagerstätten. Begleitminerale an der Typlokalität sind Quarz, Galenit, Siderit, Mimetesit, Hämatit, Leadhillit, Anglesit, Fleischerit, Melanotekit und Alamosit, wobei die Vergesellschaftung mit Melanotekit und Alamosit besonders typisch ist.
Als seltene Mineralbildung wurde Kegelit bisher nur an wenigen Fundorten nachgewiesen, wobei bisher (Stand 2016) nur vier Fundorte bekannt sind. Als Typlokalität gilt die weltberühmte Cu-Pb-Zn-Ag-Ge-Cd-Lagerstätte der „Tsumeb Mine“ (Tsumcorp Mine) in Tsumeb, Region Oshikoto, Namibia.
Weitere Fundorte sind die „Minge Mine“ (Minge blygruve) bei Tune, Sarpsborg, Østfold, Norwegen, die „Old Glencrieff Vein“, Wanlockhead, Dumfries and Galloway, Schottland, Vereinigtes Königreich, und das derzeit intensiv explorierte „Greives Siding Prospekt“ im Zeehan-Mineralfeld, Distrikt Zeehan, Tasmanien, Australien.

## Verwendung
Mit einem PbO-Gehalt von rund 61 Gew.-% wäre Kegelit ein reiches Bleierz. Aufgrund seiner extremen Seltenheit ist das Mineral jedoch ausschließlich für Sammler interessant.